# 旁遮普的惡魔
《旁遮普的惡魔》（英語：Demons of the Punjab）是英國科幻電視劇《異世奇人》系列11的第6集，是整個劇集的第282個故事，於2018年11月11日在英國廣播公司第一台首播。本集的劇本由維奈·帕特爾撰寫，導演為傑米·蔡爾茲。
婭斯敏·坎（曼迪·吉爾飾）請求博士（朱迪·惠特克飾）利用塔迪斯帶自己回到外祖母年輕的時代，她們與博士的同伴格雷姆·奧布萊恩（布拉德利·沃爾什飾）和瑞恩·辛克萊（托辛·科爾飾）一起來到了印巴分治前一天的旁遮普。同時博士需要調查外星人是否與當地一名苦行僧被謀殺事件有關。本集的總收視人數為748萬，收到了一般好評。

## 故事梗概
婭斯敏·坎一家在為她的外祖母慶祝生日時，婭斯敏發現了外祖母烏穆布瑞珍藏的一隻破損的手錶。在好奇心的驅動下，婭斯敏說服了博士帶著她連同格雷姆和瑞恩來到1947年8月的旁遮普。婭斯敏發現那隻手錶的主人是一名印度教徒，名叫普瑞姆，此時他已經與年輕的烏穆布瑞訂婚。烏穆布瑞不顧穆斯林與印度教之間的宗教衝突，決定在次日與普瑞姆結婚。博士注意到此時正是8月14日，印巴分治的前一天。博士建議同伴們一同參加烏穆布瑞的婚禮。但是當他們在樹林裡遇到兩個外星人，並且發現了主婚人苦行僧巴克第的屍體，事情變得複雜起來。
普瑞姆在第二次世界大戰的新加坡戰場上亦曾看到過類似的外星人。博士發現了他們的飛船，認出這些外星人是以刺殺別人為生的錫迦人，博士認為是他們殺害了僧人巴克第。隨後，博士得知他們是錫迦人的現存的唯一族群，目前正致力於祭奠那些孤獨死去的亡者。錫迦人告訴博士他們下一個要祭奠的是在普瑞姆，博士請求他們展示普瑞姆死亡的影像記錄，畫面顯示普瑞姆被弟弟馬尼什謀殺。馬尼什反對婚禮不同信仰之間的婚禮。
博士代替僧人為烏穆布瑞和普瑞姆舉行了婚禮，婭斯敏目睹了手錶被意外摔破。隨後，馬尼什帶著印度教民族主義的騎兵來驅逐異教徒。普瑞姆為了保護新婚妻子和家人而犧牲，烏穆布瑞和母親在博士以及同伴的幫助下成功逃離了危險。在當前的謝菲爾德，年邁的烏穆布瑞與她的外孫女婭斯敏討論後者手上新畫的漢娜（印度彩繪）。

## 製作

### 選角
在首播集《天外來客》片尾的整季預告中，公佈沙恩·薩薩、哈薩·傑圖阿和阿米塔·蘇曼與眾多演員一起客串出演本系列，他們分別飾演普瑞姆、馬尼什和年輕的烏穆布瑞。

### 音樂
本集中賽貢·阿基諾拉的作曲採用了塔布拉鼓和印度嗩吶等樂器，並由南亞血統的音樂家演奏。阿基諾拉亦對本集的片尾曲作了改編，使其更接近旁遮普音樂，由庫爾吉特·巴爾馬、蘇吉特·辛格和歌手沙希德·阿巴斯·坎合演。

### 拍攝
本集拍攝於西班牙的格拉納達省。

## 發行與反響
| 綜合得分         | 綜合得分 |
| 來源             | 評分     |
| ---------------- | -------- |
| 爛番茄（平均分） | 7.8      |
| 爛番茄（新鮮度） | 96%      |
| 評論得分         |          |
| 來源             | 評分     |
| 《娛樂周刊》     | B+       |
| 《每日鏡報》     | [ 8 ]    |
| 《紐約 (雜誌)》  | [ 9 ]    |
| 《廣播時報》     | [ 10 ]   |
| 《影音俱樂部》   | B+       |
| 《每日電訊報》   | [ 12 ]   |
| 《TV Fanatic》   | [ 13 ]   |

### 收視
《旁遮普的惡魔》英國播出當晚收視人數為577萬，收視份額為27.5%，位列當晚收視第3位，整周的當晚收視率在所有頻道排名第11。總收視人數為748萬，一周排名第8，本集的欣賞指數為80分。

### 評價
《旁遮普的惡魔》在爛番茄網站上獲得了96%的新鮮度，平均得分7.8/10（25位劇評人）。

## 資料來源
1. ↑  Fullerton, Huw. . 廣播時報. 2018年10月7日  [2018年10月7日]. （原始内容存档于2018-11-01） （英语）.
2. ↑  Sequeira, Gayle. . Film Companion.   [2018年11月19日]. （原始内容存档于2019-01-22） （英语）.
3. ↑  . 廣播時報.   [2018年11月16日]. （原始内容存档于2018-11-16） （英语）.
4. ↑  Potts, Lianne. . Blogtor Who.   [2018年11月19日]. （原始内容存档于2018-11-19） （英语）.
5. ↑  Laford, Andrea. . CultBox. 2018年10月15日  [2018年11月11日]. （原始内容存档于2018-11-12） （英国英语）.
6. 1 2 3  . 爛番茄.   [2018年11月16日]. （原始内容存档于2018-12-03） （英语）.
7. ↑  Coggan, Devan. . 娛樂周刊. 2018年11月11日  [2018-12-03]. （原始内容存档于2021-01-11） （英语）.
8. ↑  Jackson, Daniel. . 每日鏡報. 2018年11月11日  [2018-12-03]. （原始内容存档于2020-11-02） （英语）.
9. ↑  Ruediger, Ross. . 紐約 (雜誌). 2018年11月12日  [2018年12月3日]. （原始内容存档于2021-03-27） （英语）.
10. ↑  Mulkern, Patrick. . 廣播時報. 2018年11月11日  [2018-12-03]. （原始内容存档于2018-11-12） （英语）.
11. ↑  Siede, Caroline. . 影音俱樂部. 2018年11月11日  [2018-12-03]. （原始内容存档于2021-01-25） （英语）.
12. ↑  Hogan, Michael. . 每日電訊報. 2018年11月11日  [2018-12-03]. （原始内容存档于2020-09-29） （英语）.
13. ↑  Keng, Diana. . TV Fanatic. 2018年11月11日  [2018-12-03]. （原始内容存档于2019-09-19） （英语）.
14. ↑  Marcus. . Doctor Who News. 2018年11月12日  [2018年11月19日]. （原始内容存档于2018-11-12） （英语）.
15. ↑  Marcus. . Doctor Who News. 2018年11月19日  [2018年11月20日]. （原始内容存档于2020-11-12） （英语）.

## 外部連結
- "旁遮普的惡魔" 在 BBC《異世奇人》的主頁
- TARDIS Data Core上的相关条目： 《旁遮普的惡魔》
- "旁遮普的惡魔" 在 異世奇人: 時間（旅行）簡史
- 互联网电影数据库上旁遮普的惡魔的资料（英文）